# Rice Lake (condado de Barron, Wisconsin)
Rice Lake es un pueblo ubicado en el condado de Barron en el estado estadounidense de Wisconsin. En el Censo de 2010 tenía una población de 3.041 habitantes y una densidad poblacional de 42,7 personas por km².

## Geografía
Rice Lake se encuentra ubicado en las coordenadas 45°30′43″N 91°43′6″O / 45.51194, -91.71833. Según la Oficina del Censo de los Estados Unidos, Rice Lake tiene una superficie total de 71.22 km², de la cual 68.22 km² corresponden a tierra firme y (4.21%) 3 km² es agua.

## Demografía
Según el censo de 2010, había 3.041 personas residiendo en Rice Lake. La densidad de población era de 42,7 hab./km². De los 3.041 habitantes, Rice Lake estaba compuesto por el 96.71% blancos, el 0.33% eran afroamericanos, el 0.33% eran amerindios, el 0.49% eran asiáticos, el 0.03% eran isleños del Pacífico, el 0.82% eran de otras razas y el 1.28% pertenecían a dos o más razas. Del total de la población el 2.89% eran hispanos o latinos de cualquier raza.